# Qarğalıq (Masallı)
Qarğalıq è un comune dell'Azerbaigian situato nel distretto di Masallı. Conta una popolazione di 1 516 abitanti.